# Phủ doãn
Phủ doãn (chữ Hán: 府尹) là chức danh trong hệ thống quan chế thời phong kiến, tương đương Tổng đốc, chức danh Phủ doãn chỉ áp dụng tại kinh đô.

## Lịch sử
Chức danh tiền thân của Phủ doãn, được gọi là Kinh thành Bình Bạc ty, được thành lập vào khoảng niên hiệu Kiến Trung (1225–1232) triều vua Trần Thái Tông. Dưới các đời vua tiếp nối, chức danh này lần lượt đổi tên thành Kinh sư Đại an phủ sứ (dưới triều vua Trần Thánh Tông), Kinh sư Đại doãn (triều vua Trần Hiến Tông), Trung Đô doãn (triều vua Trần Thuận Tông).
Đến đầu thời Hậu Lê, tiếp nối cách xây dựng quan chế của triều Trần, chức danh này được đổi thành Trung Đô Phủ doãn, sau đó là Phụng Thiên Phủ doãn, phẩm hàm tương đương Chánh ngũ phẩm. Theo Phan Huy Chú, nhiệm vụ của Phủ doãn nhằm quản lý khu vực kinh thành, có trách nhiệm "xét hỏi những vụ kiện do huyện quan xử mà kêu lại ở bản hạt, cùng là khảo xét thành tích của quan lại, khảo luận sĩ tử trong kỳ thi Hương", hoặc chủ trì các lễ hội địa phương tổ chức tại khu vực kinh đô như lễ lập xuân, lễ tiến xuân ngưu (có nghĩa là "lễ dâng trâu mùa xuân").
Sang thời nhà Nguyễn, kinh đô chuyển về Huế, khu vực Thừa Thiên đổi dinh Quảng Đức dưới thời vua Gia Long, sau đó thành phủ Thừa Thiên vào triều Minh Mạng. Hai chức danh chịu trách nhiệm chính quản lý khu vực Thừa Thiên phủ bao gồm Đề đốc Kinh thành (người đứng đầu công vụ quân sự) và Phủ doãn (hành chính dân sự); dưới Phủ doãn có chức danh Phủ thừa. Vào giai đoạn đầu triều Nguyễn, Phủ doãn có phẩm trật Chánh tam phẩm. Người giữ chức danh Phủ doãn có trách nhiệm lớn vì phải quản lý toàn bộ phủ Thừa Thiên vốn là khu vực quan trọng nhất trong cả nước.

## Địa danh Việt Nam
Ngày nay, Phủ Doãn là tên gọi địa lý của một con đường và ngõ tại phố Hàng Trống, quận Hoàn Kiếm, Hà Nội. Khu vực này được cho là nơi đặt lị sở làm việc của Phủ doãn phủ Phụng Thiên trước đây. Ngoài ra, Phủ Doãn cũng từng được dùng làm tên gọi cũ của Bệnh viện Việt Đức.